# Феникс (созвездие)
Фе́никс (лат. Phoenix, Phe) — созвездие южного полушария неба. Занимает на небе площадь в 469,3 квадратного градуса, содержит 68 звёзд, видимых невооружённым глазом.

## Условия наблюдения
На территории России созвездие Феникса полностью не наблюдается, частично видно южнее 50-й параллели. Полная видимость созвездия — на широтах южнее +32°, лучшие месяцы для наблюдения — октябрь и ноябрь. Самая яркая звезда называется Анкаа и имеет блеск 2,38m. Эта звезда начинает восходить на широте +47°41'38" (это на 0°27'12", т.е. примерно на полградуса севернее широты Ростова на Дону). В Адлере она поднимается над горизонтом примерно на 4,25°, а на юге Дагестана — примерно на 6,5°. 

## История
Новое созвездие. Предложено Петером Планциусом в 1598 году, но традиционно приписывается Иоганну Байеру (1603).